# Теблешка
Теблешка — река в России, протекает по Тверской области.
Исток реки находится около деревни Хорошово, вначале она течёт по лесной местности на северо-восток, пройдя между деревнями Медвежье и Просвещение, она поворачивает на юго-восток огибая возвышенность, на которой расположена деревня Восново и ряд более мелких деревень вокруг неё. Далее река течёт в основном на восток, в среднем течении вдоль неё находится непрерывный ряд деревень: Кашинка, Житищи, Починок, Столбово, Нивы, Дуброво, Козлово, Теблеши, Шелбодино, Мясниково, Друзяево, Власьево, Корино, Кулово, Давыдково, Опронево, Дудаково, Арефино, Стрижёво. После Стрижёва река примерно 6 км течёт по лесной заболоченной местности. Устье реки находится в 20 км по правому берегу реки Дрезна, напротив левого притока Бережайка. Место слияния рек называется — урочище Три Реки. Длина реки составляет 47 км, площадь водосборного бассейна 152 км².

## Данные водного реестра
По данным государственного водного реестра России относится к Верхневолжскому бассейновому округу, водохозяйственный участок реки — Волга от Иваньковского гидроузла до Угличского гидроузла (Угличское водохранилище), речной подбассейн реки — бассейны притоков (Верхней) Волги до Рыбинского водохранилища. Речной бассейн реки — (Верхняя) Волга до Куйбышевского водохранилища (без бассейна Оки).
Код объекта в государственном водном реестре — 08010100812110000003806.